# Squamish (popolo)
Gli Squamish, in lingua squamish Skwxwú7mesh (), storicamente traslitterato anche come Skokomish (denominazione caduta in disuso anche a causa dell'omonimia con un popolo dello Stato di Washington), sono un popolo di nativi americani originari dell'odierna Columbia Britannica, in Canada. Al 2012, la popolazione della Nazione Squamish contava 3.893 persone.
Il nome squamish significa "gente dell'acqua sacra". La lingua squamish è considerata appartenente al gruppo delle lingue Salish ed è categorizzata come quasi estinta (nel 2010 si contavano appena 10 persone in grado di parlarla fluentemente).
Il territorio tradizionale degli Squamish si estendeva, da sud a nord, da Point Grey verso Roberts Creek sulla Sunshine Coast, fino all'Howe Sound. La parte settentrionale comprendeva i fiumi Squamish, Cheakamus, Elaho e Mamquam; lungo il corso del Cheakamus si estendeva fino a oltre Whistler. La parte sudorientale del territorio includeva l'Indian Arm, sul Burrard Inlet, fino a False Creek e alla baia degli Inglesi.
Oggi, gli Squamish vivono principalmente in sette comunità, situate a West Vancouver, North Vancouver, e nei dintorni di Squamish.

## Squamish celebri
- August Jack Khatsahlano
- Joe Capilano
- Harriet Nahanee
- Andy Paull
- Capo Seattle